# Сойнинен, Яни
Яни Сойнинен (фин. Jani Soininen; род. 12 ноября 1972, Йювяскюля) — финский прыгун с трамплина. Олимпийский чемпион на нормальном трамплине и серебряный призёр на большом трамплине на Зимних Олимпийских играх 1998 года в Нагано, Япония.

## Карьера
Дебютировал в Кубке Мира 29 февраля 1992 года в Лахти, где занял 42 место.
Но лишь в сезоне 1992/1993 основательно закрепился в основном составе команды. Стартовал на нормальном трамплине на Чемпионате Мира 1993 года в Фалуне, показал пятидесятый результат.
Принял участие в Олимпийских Играх 1994 года в Лиллехамере, где в командных соревнованиях и в личных на большом трамплине занял пятое место, а на нормальном трамплине - шестое место.
1 января 1995 года впервые попал на подиум в рамках Кубка Мира: занял третье место в Гармиш-Партенкирхене, на соревнованиях, входивших в зачет Турне четырёх трамплинов. На Чемпионате Мира по лыжным видам спорта 1995 года в канадском городе Тандер-Бей в составе команды стал чемпионом мира.
Первая победа на Кубке Мира была одержана 13 января 1996 года в швейцарском Энгельберге.
В 1997 году на Мировом Первенстве в Тронхейме с финской дружиной защитил титул чемпионов мира.
Пиком карьеры для Яни Сойнинена стали Олимпийские Игры в Нагано. Где он победил на нормальном трамплине и завоевал серебряную медаль на большом трамплине, уступив только Кадзуёси Фунаки.
На домашнем Чемпионате Мира 2001 года в Лахти на большом трамплине вместе с командой завоевал второе место. После этого, из-за в целом разочаровывающего сезона, принял решение о завершении карьеры.
Лучший результат в борьбе за Большой Хрустальный глобус: седьмое место в сезонах 1994/1995, 1997/1998 и 1999/2000. За всю спортивную карьеру завоевал четыре победы на этапах Кубка Мира.

## Победы на этапахКубка Мира
| № | Дата       | Место соревнований    |
| - | ---------- | --------------------- |
| 1 | 13.01.1996 | Энгельберг, Швейцария |
| 2 | 30.11.1997 | Лиллехамер, Норвегия  |
| 3 | 06.12.1997 | Предаццо, Италия      |
| 4 | 26.01.2000 | Хакуба, Япония        |